# Стеван Радовановић
Стеван М. Радовановић (Београд, 8/21. фебруар 1879 — Сиднеј, 15. октобар 1960) био је српски и југословенски официр и војни публициста, дивизијски генерал Југословенске војске реактивиран током Априлског рата, командант жандармерије под командом Владе народног спаса, потом први командант Српске државне страже, а од октобра 1944. године и командант Српског ударног корпуса Југословенске војске у Отаџбини.

## Биографија

### Образовање и рана каријера
Стеван Радовановић је рођен 21. фебруара 1879. године у Београду, као син кафеџије Миленка Радовановића и мајке Драгиње Илић из Новог Сада. Завршио је 29. класу Ниже школе Војне академије у Београду 1899. године и распоређен у Први пешадијски пук. Потом је 1905. године завршио и 13. класу Више школе Војне академије у Београду. Боравио је у Лијежу као члан државне Комисије за пријем пешадијске муниције од 1908. до 1910. године.

### Ратови за ослобођење и уједињење
Учествовао је у Првом балканском рату 1912. године и унапређен је у чин мајора. У Другом балканском рату 1913. године је био командант првог батаљона Трећег прекобројног пука и заступник команданта Јаворске бригаде. Први светски рат је провео на разним дужностима, између осталих команданта центра за обуку митраљезима у Зејтинлику, команданта Прилепског одреда и команданта Шестог пешадијског пука при пробоју Солунског фронта. Лакше је рањен 1. октобра 1915. године у великој непријатељској офанзиви на Краљевину Србију.

### Међуратни период
У међуратном периоду је обављао бројне дужности — команданта 30. пешадијског пука (1919) и 26. пешадијског пука (1919—1922), Косовске пешадијске бригаде (1922—1923), помоћника команданта Вардарске дивизијске области (1923—1925), команданта места у Загребу (1925—1928), помоћника команданта Јадранске дивизијске области (1928—1929), помоћника команданта Врбаске дивизијске области (1929), команданта Брегалничке дивизијске области (1929—1932) и команданта Шумадијске дивизијске области (1932—1933). Пензионисан је 11. маја 1933. године у чину дивизијског генерала.

### Други светски рат
Генерал Радовановић је реактивиран пред Априлски рат 1941. године, како би преузео команду над позадином Шесте армије Југословенске војске.
По формирању Владе народног спаса на челу са генералом Миланом Недићем, генерал Радовановић је 6. септембра 1941. године постављен за команданта жандармерије, где је наследио пуковника Јована Тришића, који је тада именован за његовог помоћника. Генерал Радовановић је одмах покренуо акције против комуниста, односно партизана.
Када је марта 1942. године у Београд дошао СС генерал Аугуст Мајснер, дотадашња жандармерија је прерасла у Српску државну стражу, а генерал Радовановић је постао њен командант. На месту команданта СДС-а је остао до 7. јуна 1942. године, да би га заменио пуковник Боривоје Јонић (брат Велибора Јонића). Радовановић је пензионисан 13. јуна. Мада је у образложењу као разлог за пензионисање наведено нарушено здравље, генерал Недић је на саслушању након рата изјавио да је смена уследила на изричит немачки захтев. Остао је да сарађује у Гласнику Српске државне страже.
Након уласка Црвене армије на територију окупиране Србије, расформирана је Влада народног спаса. Одлуком генерала Јонића, Српска државна стража је стављена под команду генерала Драгољуба Драже Михаиловића, односно уврштена у састав Југословенске војске у Отаџбини под именом Српски ударни корпус, за чијег команданта је одређен поново реактивирани генерал Радовановић. У јануару 1945. године је распоређен на дужног помоћника команданта корпуса, а за команданта је дошао Јонић. Њих двојица су успели да 5. јануара возом стигну у Славонски Брод и уз помоћ Хермана Нојбахера добију пропуснице за Беч, у који стижу 18. јануара.

### Емиграција
Генерал Радовановић је првих неколико месеци у емиграцији боравио на америчкој окупационој зони у Немачкој, одакле је потом пребегао у логор Верде у британској зони. Југословенске комунистичке власти су тражиле његово изручење у два наврата и оно је одобрено, али није извршено услед неуспешног хапшења. Први покушај испоручивања је био 15. фебруара 1946. године, када је пропао покушај хапшења услед обавештења да је Радовановић отпутовао за Минхен. Поново су покушали да га ухапсе 21. фебруара, међутим он тада више није био у логору. Верује се да је преко Белгије отишао у Француску.
Умро је 1960. године у Сиднеју.

### Породица
Стеван Радовановић је у браку са Љубицом Нушић имао Војислава (рођен 5. фебруара 1916), Драгослава (3. октобар 1920) и Олгу (7. фебруар 1914).

## Унапређења у чинове
| Потпоручник | Капетан   | Мајор | Потпуковник | Пуковник | Бригадни генерал | Дивизијски генерал |
| ----------- | --------- | ----- | ----------- | -------- | ---------------- | ------------------ |
|             |           |       |             |          |                  |                    |
| 1899.       | око 1912. | 1913. | 1915.       | 1921.    | 1925.            | 1930.              |

## Одликовања

### Домаћа одликовања (Краљевина Србија/Југославија)
- Орден Карађорђеве звезде са мачевима 4. степена
- Орден Белог орла 5. степена
- Орден Белог орла 4. степена
- Орден Светог Саве 4. степена
- Орден Светог Саве 2. степена
- Орден Југословенске круне 3. степена
- Сребрна медаља за храброст
- Златна медаља за ревносну службу
- Споменица на српско-турски рат 1912—1913
- Споменицу за српско-бугарски рат 1913
- Споменицу за рат ослобођења и уједињења 1914—1918
- Албанска споменица
- Медаља за успомену на избор Петра I за краља Србије и повратак династије Карађорђевића

### Страна одликовања
- Ратни крст (Чехословачка)
- Ратни крст са златном звездицом (Француска)
- Орден васкрса Пољске (Пољска)